# Michel Conte
Pour les articles homonymes, voir Conte (homonymie).
 (décembre 2018).
Michel Conte, de son vrai nom Michel Seunes, connu aussi sous le pseudonyme de Melki, est né le 17 juillet 1932 à Villeneuve-sur-Lot et mort le 5 janvier 2008 en Tunisie. Il fut un chorégraphe français pour la télévision et pour la scène, auteur-compositeur-interprète, metteur en scène d'opéras, d'opérettes et de comédies musicales.

## Biographie
Michel Conte est issu d'une famille paysanne. Il a une sœur. Son père fut membre de la résistance pendant la Seconde Guerre mondiale. 
Il quitte sa Gascogne natale à treize ans pour étudier le piano et la composition au Conservatoire de Paris. Grâce à une dispense, il obtient à quinze ans la première partie du bac. Il ne pourra pas terminer ses études à cause de la tuberculose et de la leucémie dont il est atteint. Il interrompt ses études musicales après avoir obtenu un deuxième prix de piano à dix-sept ans, et après avoir suivi des cours d’orchestration avec Elsa Barraine.
Michel Conte étudie la danse chez Gina Bartissol à Biarritz. Il entre dans le corps de ballet de l’Opéra de Strasbourg à dix-neuf ans, à temps pour la saison d’été au grand Théâtre de Vichy, en 1951. Il quitte Vichy pour Bordeaux où il rencontre Annie Fiedler, première danseuse allemande de la troupe de la ville. Puis c’est le Casino de Paris avec Jeannine Monin. Son essai Les Évangiles s'inspirera de sa relation amoureuse avec elle.[réf. nécessaire]
Après ce retour à Paris, il rencontre Paul Vervisch, un critique de danse qui le fait évoluer dans le milieu artistique de l'époque. Au début de la vingtaine, il rencontre Cocteau après un rêve prémonitoire au cours de la nuit précédente. Il est présenté dans le salon de la vicomtesse de Noailles où règne Leonor Fini autour de 1952.[réf. nécessaire]
En 1954, il rencontre Charles Trenet qui lui prodigue ses encouragements. Suivent des cours d’orchestration donnés par Maurice Thiriet. Il croise Raoul Jobin à la Maison du Québec à Paris la même année. Autre tournée des salons parisiens où Conte, un habitué, est mis en présence du Prince Alexandre Volynski avec lequel il se lie d’amitié et plus. L’auteur de Nu… comme dans nuages le décrit comme un excellent conteur qui lui fait vivre l’exil des grandes familles nobles à Paris pour fuir la révolution. Chez « Chura », il rencontre le Prince Youssoupof qui lui aurait raconté comment il fut utilisé pour attirer le moine Raspoutine dans un piège afin de le tuer.[réf. nécessaire]
Il travaille à l’âge de vingt-deux ans avec Jean Guélis qui dirige la compagnie des Ballets Parisiens et devient le partenaire et l’amant de Geneviève Kergrist, qui venait de quitter l’Opéra Comique. C’est à ce moment qu’il réalise sa première chorégraphie en mettant des pas sur cet Adagio d’Albinoni qui vient d’être dépoussiéré.[réf. nécessaire]
C’est l’époque également de son service militaire comme météorologue. Après quoi il s’embarque sur le navire Homéric au départ du Havre, en 1955.[réf. nécessaire]

### Nom de scène
Lors de son inscription à l’âge de dix-neuf ans au Ballet de Strasbourg, il adopte le nom de « Conte », un nom qu’il emprunte à la comédienne Louise Conte, pensionnaire du Théâtre-Français, admirée dans Bérénice et Phèdre.

### Chorégraphe
Il débarque au Québec en octobre 1955, aux débuts de la télévision. Il met en place des ballets classiques, présentés par Henri Bergeron dans L’Heure du Concert . Il compose les fonds scéniques de l’émission de music-hall du dimanche, aux heures de grande écoute. Ces numéros de danse accompagnent une chanteuse populaire, ou bien, diffusés en direct, servent de liens entre les numéros de magicien et d'acrobate. Ils accompagnent Petula Clark dans une version française de Downtown : la chanson commençait à se positionner favorablement dans les palmarès britanniques.
Il chorégraphie plusieurs ballets pour la télévision. Il compose de la musique qui sera utilisée par les troupes de ballet canadiennes. Il met en scène plusieurs opéras, opérettes et comédies musicales, tant à la télévision que sur les planches.
Parmi ses compositions pour le ballet : Un et un font deux, créé par le Ballet Royal de Winnipeg en 1961, Cantique des cantiques, chorégraphié par Fernand Nault des Grands Ballets canadiens et créé lors du « Festival Expo-Théâtre » en 1974. Parmi ses créations chorégraphiques pour la télévision : Le Porte-rêve de Clermont Pépin, en 1958.
Ludmilla Otzoup-Gorny Chiriaeff, la fondatrice des Grands Ballets Canadiens, travaille aussi à la télévision d’État. Le noyau de sa troupe se retrouve parmi les danseurs classiques de l’institution.
La troupe des émissions de variétés travaille dans le style « ballet-jazz ». Conte avait abordé brièvement ce style avec la troupe de danse d’un studio de télévision new-yorkais

### Mandat du Conseil des Arts
En 1966 il est en tournée européenne de six mois dans les grandes maisons d’opéra au nom du Conseil des Arts du Canada, pour y étudier la mise en scène particulière à cet art et ses techniques de production[réf. nécessaire].

### Auteur-compositeur
Au cours des années 1960, il entreprend une carrière d’auteur-compositeur. Il sera chanté par Lucille Dumont, Monique Leyrac, Renée Claude (Shippagan, Viens faire un tour chez moi), Isabelle Pierre (Évangéline), Suzanne Stevens (Celui qui ne sait pas aimer, L'amour ne s'en va pas) ou Julie Arel (Kamouraska) et. Julie Arel reçoit le premier prix au Festival d’Athènes de la chanson avec Kamouraska en 1973.

### Interprète
En 1966, il enregistre Michel Conte chante, sous étiquette Columbia. Le disque Michel Conte chante une histoire d’amour est enregistré à Paris, sous étiquette Columbia, en 1967.

### Tragédie musicale
En 1968, Michel Conte écrit, avec Robert Gauthier Monica la mitraille, qu'il met en scène. C'est une comédie musicale basée sur des faits vécus. L’œuvre raconte, de manière romancée, la vie de Monica Proietti, dite « Monica la mitraille ». Cette braqueuse de banques, à Montréal à la fin des années cinquante et durant les années soixante, fut abattue après un braquage raté en 1967. La famille de la criminelle décédée lui intente un procès, ainsi qu’à l’artiste tenant le rôle-titre. Les parents seront par la suite intéressés aux bénéfices du spectacle.

### SpectacleAimons-nous les uns les autres
Au début des années 1970, Conte enregistre Aimons-nous les uns les autres. Il part ensuite en tournée promotionnelle, avec quatre musiciens et une équipe technique d’éclairage, de sonorisation et de transport. Cette tournée, avec retour à Montréal après chaque spectacle, s’effectue dans des églises du Québec. Les chansons portent le message évangélique des chrétiens, tel qu'il est perçu par l’auteur. Le spectacle est défendu par un membre de l’archevêché de Montréal, Jean-Guy Dubuc.

### Musique de films
Michel Conte signe la musique des films du réalisateur Jean-Claude Lord, Les Colombes, en 1972, et Bingo, en 1974. La réalisatrice de Évangéline en quête, Ginette Pellerin, le convainc, à son retour de Tenerife en 1996, de réaliser la trame musicale de ce film produit par l’ONF.

### Les enfants du ciel, la comédie musicale
En 1977, il présente Les enfants du ciel, une comédie musicale. Le spectacle est simultané au lancement d’un disque analogique London Records. La chanson La Source Coule connaît un succès commercial, la partition paraît la même année.

### Publications
En 1980, Michel Conte fait son coming out en publiant Nu… comme dans nuages, après la parution l’année précédente de son premier ouvrage, Le Prix des possessions.

### Après 1980
En 1981, il abandonne le pseudonyme de Michel Conte, devient « Melki ». Il déménage à Tenerife, dans les îles Canaries. Il y enregistre en 1982 Un piano en amour, un disque de « easy listening music » sous étiquette UFM et distribué par Trans-Canada.
A travers le personnage de « Melki », il anime des émissions de télévision et de radio axées sur les médecines alternatives et les nouvelles thérapies. Il séjourne une quinzaine d’années dans les îles espagnoles, s’initie au yoga, au tai-chi et donne des conférences sur la danse sacrée, la « musicosophie », l’harmonisation des énergies féminine et masculine.
Il revient à Montréal en 1996, prépare un spectacle qu’il présente, en novembre 1997, à l’Atelier À l’Écart (Longueuil). Il reprendra ce récital en avril 1998, au café-théâtre de la PdA.
En 1998, paraît Comme un grand cri d’amour : un récit entre le cœur et l’âme, à la fois sous forme de roman, de cassette et de disque numérique, dans sa version chantée.
En 2001, reparaît la partition de Évangéline, écrite plusieurs années auparavant, qui fut interprétée par Isabelle Pierre, Marie-Jo Thério, Lyne Lapierre, Marie Williams et Annie Blanchard. L’auteur-compositeur-interprète s’est inspiré en 1971 du poème Evangeline, A Tale of Acadie de l’auteur américain Henry Wadsworth Longfellow (1847), pour écrire cette chanson sur l’héroïne fictive des Acadiens, Évangéline et son bel amant, Gabriel, lors du Grand dérangement. Isabelle Pierre l'enregistre pour la première fois en 1971 sur son album Heureuse. Cette chanson est considérée comme son plus grand succès.
En octobre 2006, à l’âge de soixante-quatorze ans, il reçoit de la SOCAN une plaque rappelant la première position d’une de ses chansons à divers palmarès au cours de l’année écoulée. Le 28 octobre, lors du Gala de l’ADISQ, sa chanson Evangéline gagne le prix de la chanson de l’année. À cette occasion, Michel Conte se déclare« ému de recevoir un prix pour cette chanson, Évangéline, écrite il y a quarante ans... un miracle et un cadeau. » .
Il meurt à l’âge de soixante-quinze ans, d'une crise cardiaque, le 5 janvier 2008, en Tunisie,.

## Discographie
- Michel Conte chante Conte, Columbia, Paris, 1966.
- Michel Conte chante une histoire d’amour, Columbia, Paris, 1967.
- Monica la mitraille, Polydor, Montréal, 1968.
- Aimons-nous les uns les autres, Polydor, Montréal, 1969.
- Les enfants du ciel, London Records of Canada, Mont Saint-Hilaire, 1977.
- Un Piano en Amour, A Piano in Love, Un Piano Enamorado, sous le nom de Melki, UFM, Montréal, 1981.
- Comme un grand cri d’amour, Éditions Guzzi, Laval, 1998.
- Viens faire un tour, Disques XXI-21 et Intermède Music, Montréal, 2008.

### Musique de ballet et chorégraphie
Musique
- Un et un font deux, créé par le « Montreal Theatre Ballet », une compagnie éphémère, et repris par le Ballet Royal de Winnipeg en 1961. À la création de l’œuvre, Conte était auteur de la musique, chorégraphe et premier danseur de la compagnie.
- Cantique des cantiques, Les Grands Ballets canadiens, Fernand Nault, 1974.

Chorégraphie
- Adagio, un pas de deux avec Geneviève Kergrist sur l'Adagio d’Albinoni, à l’âge de vingt-deux ans, Paris, 1954.
- Le Porte-rêve, ballet écrit pour la télévision par Clermont Pépin et diffusé à L’Heure du concert, Radio-Canada, 1958.
- Pointes sur glace, pour les GBC sur des airs de Calixa Lavallée, 1967.

### Chansons
Certains titres, enregistrés par lui, ont été repris par d’autres interprètes. Certains ont été écrits à la demande d’une artiste ou en pensant à une chanteuse en particulier. La majorité des interprètes de Michel Conte sont des femmes.
Le tableau qui suit n’est pas exhaustif.
| Titre                       | Interprète                   | Année † |
| Tes vingt ans               | Lucille Dumont               | 1963    |
| Agapi mou                   | Ginette Ravel                | 1967    |
| Je veux t’aimer longtemps   | Donald Lautrec               | 1967    |
| Évangéline                  | Isabelle Pierre              | 1971    |
| Jean Sébastien Bach         | Monique Leyrac               | 1967    |
| Kamouraska                  | Julie Arel                   | 1973    |
| La source coule             | Michel Conte, Angela Laurier | 1977    |
| Le jour où tu viendras      | Renée Claude                 | 1969    |
| Les colombes                | Lise Thouin                  | 1973    |
| Ouvre un petit peu les yeux | Renée Claude                 | 1969    |
| Shippagan                   | Renée Claude                 | 1967    |
| Tout mais pas ça            | Monique Leyrac               | 1964    |
| Celui qui ne sait pas aimer | Suzanne Stevens              | 1973    |
| Un homme dans une île       | Renée Claude                 | 1969    |
| Viens faire un tour         | Renée Claude                 | 1970    |

† Année de création ou d’enregistrement de la chanson

## Publications
- 1979 : Le prix des possessions, Éditions de Mortagne, Boucherville.
- 1980 : Nu... comme dans nuages, Éditions de Mortagne, Boucherville.
- 1984 : Les bergers, Éditions de Mortagne, Boucherville.
- 1998 : Comme un grand cri d'amour : un récit entre le cœur et l'âme avec Michel Conte et Melki, Éditions Guzzi, Sainte-Dorothée (Laval).
- 2007 : Évangéline, ou, L’amour en exil : chansons et récits, Éditions VLB, Montréal.